# Життя і пригоди Мішки Япончика
Життя і пригоди Мішки Япончика (рос. Жизнь и приключения Мишки Япончика) (Одного разу в Одесі) — російський телесеріал Сергія Гінзбурга, який вийшов вперше в ефір 5 грудня 2011 року на «Першому каналі» в Росії. В Україні після показу на Першому каналі транслювався на телеканалі «Інтер» у грудні 2011 (в тому ж місяці, в якому в Росії він вийшов в ефір), потім повтори показували на каналі «BOLT». В Росії інші повтори були на каналах: «Че» (2016), «Мир» (2017) та «Звезда» (2019).
В головній ролі Євген Ткачук зігравший Мішку Япончика. Сценарій заснований на реальних подіях, (Одеса 1900—1910 р.).

## Сюжет

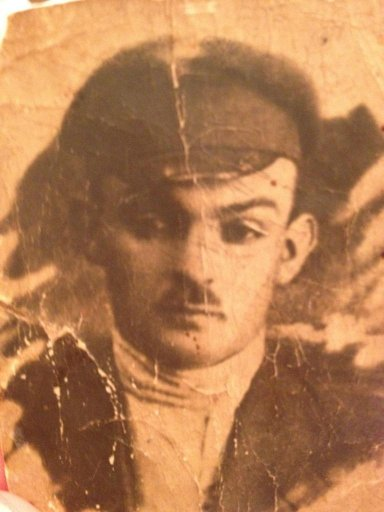
Мішка Япончик (інший портрет)

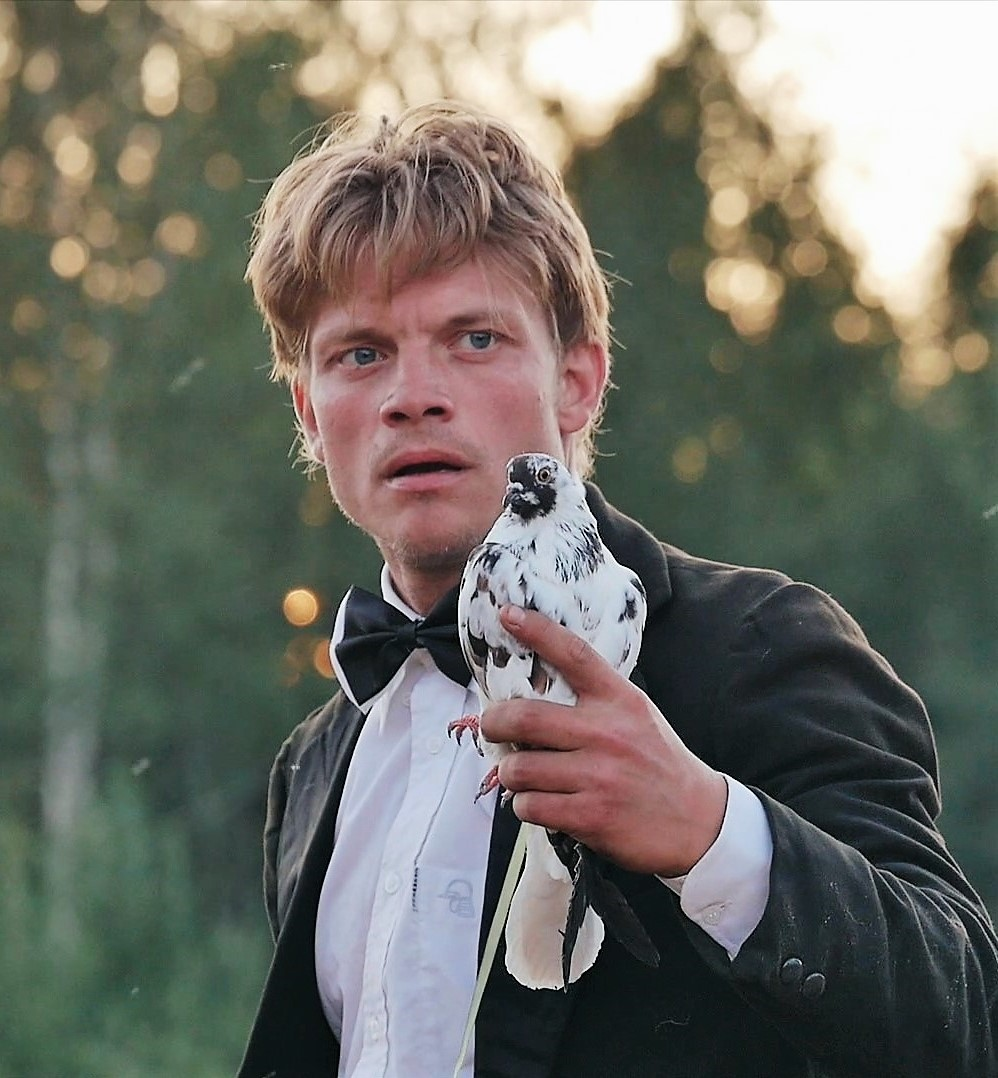
актор Євген Ткачук, виконавець ролі Мішки Япончика

Одеса, 1900 роки. Одеський бандит-нальотчик, одеський «Робін Гуд» і анархіст Михайло Вінницький в юності потрапляє в тюрму за вбивство поліцейського. Через 10 років і він получає прізвисько Япончик і виходить із тюрми.
Після цього і інших пригод із свого життя він попрощався зі своїми друзями і дружиною Цилєю і садиться на потяг.

## В ролях
- Євген Ткачук — Міша Вінницький «Мішка Япончик», одеський бандит-нальотчик
- Єлена Шамова — Циля Аверман, дружина Мішки
- Олег Школьник — Меер-Вольф Мордкович Вінницький, батько Мішки
- Всеволод Шиловський — Лев Яковлевич Барський
- Володимир Долинський — Йоник Левандовський
- Вадим Норштейн — Яков Матвійович «Яша» Пальчик
- Яков Гопп — Гриня, брат «Акули»
- Ігор Савочкин — Акула
- Римма Маркова — пані Бася
- Анатолій Кот — Юрій Стоцький
- Яна Поплавська — Соф'я Павлівна Соколовська
- Катерина Копанова — Софа, сестра Цилі
- Ольга Кузьміна — Роза, співачка в кабаре
- Ігор Арташонов — Гуля
- Сабіна Ахмедова — Зоя, сестра Осі
- Валентин Гафт — Мендель Герш, вор в законі
- Олексій Гаврилов — Христофор Апостолакакіс «Піндос»
- Андрій Ургант — Йоваль Лазаревич Гепнер
- Тетяна Агафонова — мадам Глікберг
- Павло Прилучний — Леонід Утьосов
- Олександр Лазарєв-молодший — генерал Олексій Грішин-Алмазов
- Сергій Гінзбург — Дєєв, командир полку
- Кирило Полухін — Григорій Котовський
- Ігор Савочкін —  «Акула», бандит

## Факти
- Батько Михайла, Меер-Вольф Мордкович помер коли йому було біля 6 років, а в серіалі він дорослий, а батько живий.

## Музика в серіалі

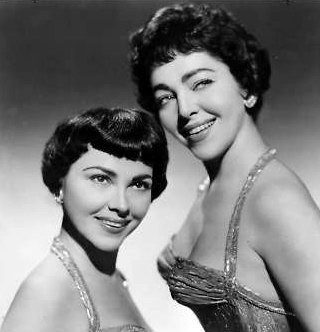
Сестри Беррі, виконавці своїх пісень для серіалу

| Виконавець                      | Назва пісні                                      |
| ------------------------------- | ------------------------------------------------ |
| Радда Эрденко                   | Крутится, вертится шар голубой                   |
| Карина Габриэлян                | Тум-балалайка                                    |
| Радда Эрденко, Карина Габриэлян | Чирибим-чирибом (Волшебная песня вечного Пурима) |
| Карина Габриэлян                | Бублички                                         |
| Радда Эрденко                   | Йох-чох-чох                                      |
| Карина Габриэлян                | Да, моя голубка                                  |
| Радда Эрденко                   | Ay ay hora                                       |
| Карина Габриэлян                | Abi Gezunt                                       |
| Владимир Долинский              | Лимончики                                        |
| Сёстры Бэрри                    | Бай мир бисту шейн                               |
| Алик Фарбер                     | Рахиля, чтоб Вы сдохли, Вы мне нравитесь!        |
| Сёстры Бэрри                    | Ich hob dich zifeel lieb (Я так тебя люблю)      |
| Сёстры Бэрри                    | Шолом Алейхем                                    |
| Сёстры Бэрри                    | О, майн либер тохтер! (Да, моя голубка)          |
| Сёстры Бэрри                    | Купите папиросы                                  |
| Сёстры Бэрри                    | Шмаровозник (Вы злитесь, маленький котенок)      |
| Сёстры Бэрри                    | Марсельеза (Начало первого куплета)              |